# Новак, Иван
Иван Новак (словен. Ivan Novak, предположительно родился в 1960 году) — словенский музыкант и продюсер. Известный член индастриал-группы Laibach.

## Биография
Как правило, о биографии каждого члена группы Laibach известно не так много. Сам же Новак учился в университете на факультете политологии и увлекался параллельно авангардистской живописью. В университете встретил своих будущих коллег, с которыми будет создана группа Laibach. Сам Новак стал одним из идеологов коллектива и по совместительству основателем художественного объединения NSK.
После первых концертов группа вынуждена была покинуть Югославию ввиду запрета западной авангардистской музыки. Только в начале 1990-х Новак вернулся в Югославию, которая уже была на грани распада. В 1992 году по его воле было основано посольство NSK в Москве, тогда же, по словам Новака, NSK прекратило существование как группа художников и стало виртуальным государством.
Сейчас Новак проживает в Трбовле и руководит звукозаписывающей компанией «Tehnika».

## Интересные факты
- У Ивана в доме живут слепая овчарка Ара и две кошки. По словам Новака, овчарки — это его фетиш.[1]
- Однажды во время гастролей Новак организовал продажу футболок с антиамериканскими лозунгами, и весь тираж был раскуплен.[1]
- Любимая марка машины — «Jaguar», хотя сам водит «Opel Calibra»[1].
- На обложке Let It Be - альбома Laibach 1988 года - изображен внизу справа.
- За 2 дня до ввода войск НАТО в Югославию Новак организовал акцию по выдаче паспортов NSK гражданам югославских стран. По его словам, американцы признали эти паспорта как дипломатические и спасли многих граждан от ареста[2].
- В 2002 году Новак собирался отправить Laibach на «Евровидение» от Словении, но затем раздумал.[2]